# Tintoretto - Un ribelle a Venezia
Tintoretto - Un ribelle a Venezia è un film documentario diretto da Giuseppe Domingo Romano.
Pellicola prodotta nel 2019 da Sky sulla vita e le opere di Tintoretto. Scritto e ideato da Melania Gaia Mazzucco, il documentario è stato realizzato in occasione dell'anniversario dei cinquecento anni dalla nascita del pittore veneziano. La versione italiana è narrata da Stefano Accorsi e la versione originale da Helena Bonham Carter.

## Trama
(Giorgio Vasari)
(David Bowie)
1576: la peste dilania la Serenissima. Venezia è invasa dai morti. Chi può, fugge. Nobili, commercianti, artisti, chiunque cerca di mettersi in salvo. Scappano tutti, tranne Tintoretto.
Nato e cresciuto nella città lagunare, il pittore è l’unico ad aver dipinto quasi esclusivamente per la sua città, nonché a poter vantare di aver adornato con le sue opere un intero palazzo, la Scuola Grande di San Rocco, considerata oggi la sua cappella Sistina.
Stefano Accorsi narra la vita e l’arte del genio veneziano, insieme a lui interventi del regista Peter Greenaway e della scrittrice Melania Mazzucco raccontano Tintoretto dai luoghi veneziani del pittore. Originario del sestiere di San Polo, Jacopo Robusti è figlio di un tintore. Il suo soprannome, Tintoretto, è un tributo alla professione del padre che, come molti, lavorava nella fiorente industria tessile veneziana. È nella tintoria del padre, attorniato da fumi e colori, che Tintoretto mostra i primi segni delle sue doti artistiche; ed è per questo che i familiari decidono di portarlo da Tiziano, il Maestro più importante della scena artistica veneziana dell’epoca. Ma il rapporto con il Tiziano sarà difficile e tormentato, tanto da ostacolarlo per tutta la sua vita.
Tintoretto si forma quindi e per lo più da autodidatta, non avrà mecenati né veri maestri e si fa strada da solo nel difficile e competitivo mondo dell’arte veneziana. Fondamentale è l’appoggio di Pietro Aretino, arbitro del gusto dell’epoca. Ma altrettanto fondamentale per ottenere successo e commissioni sempre più importanti sono i lavori che eseguirà per le scuole veneziane: dalla Scuola Grande di San Marco fino ad arrivare all’agognata Scuola Grande di San Rocco.
Celeberrimo è l’episodio del concorso per dipingere l’ovato della Sala dell’Albergo nella Scuola Grande di San Rocco, dove Tintoretto mette in atto tutte le sue abilità pur di vincere. Obiettivo del pittore è anche quello di diventare confratello. Ma i suoi desideri trovano molti ostacoli.
Il suo temperamento, la sua audacia e sfrontatezza, la sua genialità artistica e imprenditoriale, gli permettono di confrontarsi senza timore con i più grandi maestri dell’epoca, tra cui il Veronese, con cui la rivalità è prevalentemente artistica.
Sullo sfondo di queste vicende, il documentario racconta anche la Venezia della peste e dei lazzaretti, che trovano rappresentazione in alcune opere di Tintoretto, ma anche la Venezia delle grandi competizioni tra botteghe per ottenere le commissioni più ricche e prestigiose, veri e propri campi di battaglia dove gli artisti si sfidano con tutte le loro armi. L’ultima di queste sfide si tiene a Palazzo Ducale, quando Tintoretto si trova, ancora una volta, a confrontarsi con Paolo Veronese.
Rivoluzionario nello stile pittorico, ribelle nel carattere, Tintoretto è amato e apprezzato da artisti, filosofi, pittori, musicisti. Da Jean Paul Sartre, che lo definì “il primo regista cinematografico della storia” a David Bowie, che arrivò a chiamare la sua etichetta discografica proprio con il nome “Tintoretto”. Dalla Chiesa della Madonna dell’Orto a Palazzo Ducale, dalla Scuola Grande di San Rocco alla Chiesa di San Giorgio Maggiore, da Cannaregio a San Polo, il nome di Jacopo Robusti risuona per tutta Venezia, facendo di lui un artista immortale.

## Distribuzione
Il film debutta in anteprima mondiale in Italia il 25, 26 e 27 febbraio 2019 ed è distribuito da Nexo Digital.

## Restauro
Parallelamente al racconto della vita del pittore, il documentario segue il processo di restauro di due capolavori di Tintoretto: “Maria in meditazione” (1582 – 1583) e “Maria in lettura” (1582 – 1583). Grazie al supporto di Sky, un’équipe italiana ha eseguito un’analisi dettagliata sulle opere e il restauro dei due dipinti prima di essere esposti nella prima mostra monografica mai dedicata a Tintoretto negli Stati Uniti, alla National Gallery of Art di Washington, in corrispondenza dell’anniversario dei cinquecento anni dalla sua nascita.

## Esperti
Nel film intervengono diversi esperti e storici dell'arte, tra i quali:
- Peter Greenaway
- Melania G. Mazzucco
- Kate Bryan
- Matteo Casini
- Michel Hochmann
- Frederick Ilchman
- Tom Nichols
- Igiaba Scego
- Sabina Vedovello
- Maria Agnese Chiari Moretto Wiel
- Astrid Zenkert
- Irene Zuliani

## Opere
Le opere incluse nel film:
1. Autoritratto, Tintoretto, olio su tela, 1546-47, Philadelphia Museum of Art
2. San Rocco risana gli appestati, Tintoretto, olio su tela, 1549, Chiesa di San Rocco, Venezia
3. Il Serpente di Bronzo, Tintoretto, olio su tela, 1575-76, Scuola Grande di San Rocco, Venezia
4. San Rocco in Gloria, Tintoretto, olio su tela, 1564, Scuola Grande di San Rocco, Venezia
5. Crocifissione, Tintoretto, olio su tela, 1565, Scuola Grande di San Rocco, Venezia
6. L’Angelo Annuncia il Martirio a Santa Caterina d’Alessandria, Tintoretto, olio su tela, fine anni Settanta, Rubenshuis, Anversa
7. Mosè fa Scaturire l’Acqua dalla Roccia, Tintoretto, olio su tela, 1576-77, Scuola Grande di San Rocco, Venezia
8. Ecce Homo, Tintoretto, olio su tela, 1566-67, Scuola Grande di San Rocco, Venezia
9. Autoritratto, Tiziano, olio su tela, ca. 1560, Gemaldegalerie, Berlino
10. Assunta, Tiziano, olio su tavola, 1516-18, Santa Maria Gloriosa dei Frari, Venezia
11. L’Incontro di Salomone con la Regina di Saba, Tintoretto, olio su tavola, 1542-43, KunstHistorisches Museum, Vienna
12. La Contesa fra le Muse e le Pieridi, Tintoretto, olio su tela, 1540-1545, Museo di Castelvecchio, Verona
13. Apollo e Dafne, Tintoretto, 1541-42, olio su tavola, Galleria Estense, Modena
14. Il Ratto di Europa, Tintoretto, olio su tavola, 1541-42, Galleria Estense, Modena
15. Ritratto di Pietro Aretino, Tiziano, olio su tela, 1545, Palazzo Pitti, Firenze
16. La Contesa tra Apollo e Marsia, Tintoretto, olio su tela, 1544-45, Wadsworth Atheneum, Hartford, Connecticut
17. La Fucina di Vulcano, Tintoretto, olio su tela, 1578, Palazzo Ducale, Venezia
18. San Rocco in Carcere Visitato da un Angelo, Tintoretto, olio su tela, 1567, Chiesa di San Rocco, Venezia
19. La Strage degli Innocenti, Tintoretto, olio su tela, 1581-84, Scuola Grande di San Rocco, Venezia
20. Disputa di Gesù nel Tempio, Tintoretto, olio su tela, 1545-46, Grande Museo del Duomo di Milano, Milano
21. Ultima Cena, Tintoretto, olio su tela, 1547, Chiesa di San Marcuola, Venezia
22. Ultima Cena, Tintoretto, olio su tela, 1578-81, Scuola Grande di San Rocco, Venezia
23. Ultima Cena, Tintoretto, olio su tela, 1563-64, Chiesa di San Trovaso, Venezia
24. Maria in Lettura, Tintoretto, olio su tela, 1582-83, Scuola Grande di San Rocco, Venezia
25. Maria in Meditazione, Tintoretto, olio su tela, 1582-83, Scuola Grande di San Rocco, Venezia
26. La Fuga in Egitto, Tintoretto, olio su tela, 1582-87, Scuola Grande di San Rocco, Venezia
27. Il Miracolo dello Schiavo, Tintoretto, olio su tela, 1548, Galleria dell’Accademia, Venezia
28. Aretino nello Studio di Tintoretto, J.A.D. Ingres, olio su tela, 1848, Metropolitan Museum of Modern Art, New York
29. Ritratto di Carlo V, Tiziano, olio su tela, 1548, Museo del Prado, Madrid
30. Ritratto di Filippo II, Tiziano, olio su tela, 1553, Museo nazionale di Capodimonte, Napoli
31. Ritratto di Papa Paolo III con i nipoti Alessandro e Ottavio Farnese, Tiziano, olio su tela, 1545-46, Museo Nazionale di Capodimonte, Napoli
32. Madonna Pesaro, Tiziano, olio su tela, 1519-26, Santa Maria Gloriosa dei Frari, Venezia
33. Il Battesimo di Cristo, Tintoretto, olio su tela, 1578-81, Scuola Grande di San Rocco, Venezia
34. L’Adorazione dei Pastori, Tintoretto, olio su tela, 1578-81, Scuola Grande di San Rocco, Venezia
35. La Cattura di San Rocco, Tintoretto, olio su tela, 1580 ca., Chiesa di San Rocco, Venezia
36. L’Adorazione dei Magi, Tintoretto, olio su tela, 1581-82, Scuola Grande di San Rocco, Venezia
37. Pala Giustinian, Veronese, olio su tela, 1551, Chiesa di San Francesco della Vigna, Venezia
38. Giove Scaccia il Vizio, Veronese, olio su tela, 1554, Palazzo Ducale, Venezia
39. Giunone Versa i Suoi Doni su Venezia, Veronese, olio su tela, 1554, Palazzo Ducale, Venezia
40. Assunzione della Vergine, Tintoretto, olio su tela, ca. 1555, Chiesa dei Gesuiti, Venezia
41. Madonna col Bambino in Gloria con i Santi Rocco, Martino e Sebastiano, Veronese, olio su tela, 1565-70, Chiesa di San Sebastiano, Venezia
42. Nozze di Cana, Veronese, olio su tela, 1563, Museo del Louvre, Parigi
43. Nozze di Cana, Tintoretto, olio su tela, 1561, Basilica di Santa Maria della Salute, Venezia
44. Ultima Cena, Tintoretto, olio su tela, 1592-94, Chiesa di San Giorgio Maggiore, Venezia
45. Ritrovamento del Corpo di San Marco, Tintoretto, olio su tela, 1562-66, Pinacoteca di Brera, Milano
46. L’Annunciazione, Tintoretto, olio su tela, 1581-84, Scuola Grande di San Rocco, Venezia
47. Tarquinio e Lucrezia, Tintoretto, olio su tela, 1578-80, Art Institute of Chicago
48. Giudizio Universale, Tintoretto, olio su tela, 1559-60, Chiesa di Madonna dell’Orto, Venezia
49. Studio dal Crepuscolo di Michelangelo, Disegno di Tintoretto, Gessetto nero con lumeggiature bianche su carta azzurrina, Courtauld Gallery, Londra
50. Studio dal Giorno di Michelangelo, Disegno di Tintoretto, Gessetto nero con lumeggiature bianche su carta azzurrina, Museo del Louvre, Parigi
51. Giudizio Universale, Giotto, affresco, 1306, Cappella Scrovegni, Padova
52. La Fabbricazione del Vitello d’Oro, Tintoretto, olio su tela, 1559-60, Chiesa della Madonna dell'Orto, Venezia
53. Ritratto di Moro, Domenico Tintoretto, olio su tela, c.1600, Morgan Library & Museum, New York
54. Autoritratto, Marietta Robusti, olio su tela, ca. 1575, Galleria degli Uffizi, Firenze
55. Presentazione di Maria al Tempio, Tintoretto, olio su tela, 1552-56, Chiesa di Madonna dell’Orto, Venezia
56. Presentazione di Maria al Tempio, Tiziano, olio su tela, 1534-38, Gallerie dell’Accademia, Venezia
57. Susanna e i Vecchioni, Tintoretto, olio su tela, ca. 1555, Kunsthistorisches Museum, Vienna
58. La Felicità, Tintoretto, olio su tela, 1564-65, Scuola Grande di San Rocco, Venezia
59. Nudo Maschile, Disegno di Tintoretto, Gessetto nero su una carta quadrettata, Gabinetto dei disegni e delle stampe degli Uffizi, Firenze
60. Nudo Maschile, Disegno di Tintoretto, Gessetto nero su carta marroncina, Gabinetto dei disegni e delle stampe degli Uffizi, Firenze
61. Il Paradiso, Tintoretto, olio su tela, 1588-92, Palazzo Ducale, Venezia
62. Tintoretto dipinge la figlia morta, Léon Cogniet, incisione di Achille Martinet, ca. 1843, Metropolitan Museum of Art, New York
63. La Morte della Figlia del Tintoretto, Eleuterio Pagliano, olio su tela, 1861, Galleria d’Arte Moderna, Milano
64. Deposizione nel Sepolcro, Tintoretto, olio su tela, 1594, Chiesa di San Giorgio Maggiore, Venezia
65. Autoritratto, Tintoretto, olio su tela, 1588-89, Museo del Louvre, Parigi
66. Tancredi Battezza Clorinda, Domenico Tintoretto, olio su tela, ca. 1600, The Museum of Fine Arts, Houston
67. San Giovanni Resuscita la Discepola Drusiana, Domenico Tintoretto, olio su tela, 1623, Scuola Grande di San Giovanni Evangelista, Venezia
68. Crocifissione, Veronese, olio su tela, 1581-1584, Museo del Louvre, Parigi
69. Crocifissione, Tintoretto, olio su tela, 1568, San Cassiano, Venezia
70. Autoritratto, Tiziano, olio su tela, ca. 1560, Gemäldegalerie, Berlino
71. Busto di Paolo Veronese, Mattia Carneri, XVII secolo, Chiesa di San Sebastiano, Venezia
72. Crocifissione, Veronese, olio su tela, 1584, Museo del Louvre, Parigi
73. Crocifissione, Tintoretto, olio su tela, 1565, Scuola Grande di San Rocco, Venezia
74. Crocifissione, Tintoretto, olio su tela, 1565, Scuola Grande di San Rocco, Venezia

## Luoghi
Il film ha come ambientazioni luoghi storici dove sono stati intervistati gli esperti e dove vengono conservate le opere del Tintoretto presenti nel film:
- Archivio di Stato di Venezia
- Basilica di Santa Maria della Salute
- Basilica di Santa Maria Gloriosa dei Frari
- Chiesa di Madonna dell'Orto
- Chiesa del Redentore
- Chiesa di San Rocco
- Chiesa di San Francesco della Vigna
- Chiesa di San Sebastiano
- Chiesa di San Marcuola
- Chiesa di San Trovaso
- Chiesa di San Giorgio Maggiore
- Chiesa di Santa Maria Assunta detta dei Gesuiti
- Chiostro Madonna dell'Orto
- Fondazione Giorgio Cini
- Cenacolo Palladiano
- Lazzaretto nuovo
- Lazzaretto vecchio
- Palazzo Ducale
- Scuola Grande di San Rocco
- Squero di San Trovaso
- Bottega del Tintoretto
- Scuola Grande di San Giovanni Evangelista
- Scuola Grande della Misericordia
- Scuola Grande di San Marco
- Piazza San Marco
- Campo San Polo
- Cannaregio
- Palazzo del Cammello – Casa di Tintoretto